# Synodontis punctulatus
Synodontis punctulatus är en afrikansk, afrotropisk fiskart i ordningen Malartade fiskar som lever i Etiopien, Somalia och Tanzania. Den är främst nattaktiv. Denna fisk kan bli upp till 25 cm och lever i strax under fem år.